# Dink Templeton

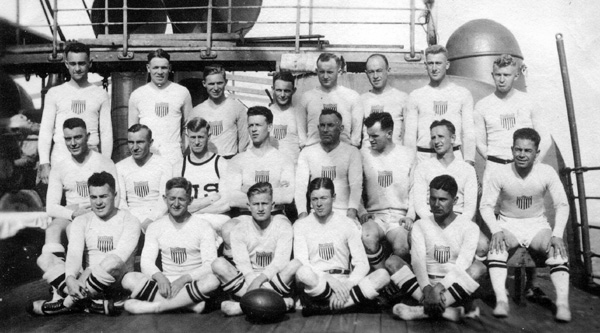
Olimpijska drużyna USA z 1920 roku

Dink Templeton, właśc. Robert Lyman Templeton (ur. 27 maja 1897 w Helenie, zm. 7 sierpnia 1962 w Palo Alto) – amerykański sportowiec, trener, olimpijczyk, zdobywca złotego medalu w turnieju rugby union na Letnich Igrzyskach Olimpijskich w 1920 roku w Antwerpii.

## Życiorys

### Sportowiec
Ukończył Palo Alto High School i w 1914 roku dostał się na Stanford University. Studia przerwała mu I wojna światowa, podczas której służył w lotnictwie, Stanford Law School ukończył natomiast w 1921 roku. Podczas studiów reprezentował barwy Stanford Cardinal w rugby union, lekkoatletyce oraz futbolu amerykańskim.
Występy w futbolu amerykańskim przyniosły mu miejsce w Stanford Athletic Hall of Fame, był bowiem uważany za jednego z najlepszych ówczesnych punterów.
Ze złożoną w większości ze studentów uniwersytetów Santa Clara, Berkeley i Stanford reprezentacją Stanów Zjednoczonych uczestniczył w turnieju rugby union na Letnich Igrzyskach Olimpijskich 1920. W rozegranym 5 września 1920 roku na Stadionie Olimpijskim spotkaniu amerykańska drużyna pokonała faworyzowanych Francuzów 8–0. Jako że był to jedyny mecz rozegrany podczas tych zawodów, oznaczało to zdobycie złotego medalu przez zawodników z Ameryki Północnej. Był to jego jedyny występ w reprezentacji kraju.
Podczas tych igrzysk zajął również czwarte miejsce w skoku w dal, w którym jego rekord życiowy wynosił 7,085 m. Stracił natomiast szansę występu w swojej koronnej konkurencji – skoku wzwyż – z powodu używania zabronionej techniki kalifornijskiej.

### Trener
Tuż po ukończeniu studiów, w roku 1921 został nieoficjalnym trenerem uniwersyteckiej drużyny lekkoatletycznej, którą to pozycję oficjalnie objął rok później. Początkowo był nazywany boy coach, wkrótce jednak jego nowatorskie metody szkoleniowe zyskały mu uznanie, a wręcz został uznany za jednego z najlepszych trenerów tamtego okresu. Był m.in. jednym z pierwszych orędowników używania bloków startowych, a także wbrew panującym trendom propagatorem całorocznego treningu.
Podczas jego kadencji trenowani przez niego zawodnicy pobili dziesięć rekordów świata, a dwunastu z nich wystąpiło wówczas na igrzyskach olimpijskich, na których również sam Templeton pojawił się dwukrotnie jako trener. Zespół Stanford w owym okresie trzykrotnie zwyciężył w rozgrywkach National Collegiate Athletic Association oraz czterokrotnie w zawodach Intercollegiate Association of Amateur Athletes of America, na drugim miejscu plasując się odpowiednio trzy- i pięciokrotnie. Indywidualnie zaś sportowcy Stanford zdobyli dziewiętnaście tytułów NCAA.
Wśród jego podopiecznych byli m.in. Gordon Dunn, Biff Hoffman, Glenn Hartranft i Emerson Spencer, Ben Eastman, Henri LaBorde, Bob King, Hector Dyer oraz Harlow Rothert, Eric Crenz i Nick Carter. Jedną z niewielu kobiet, które trenował, była olimpijka Margaret Jenkins.
Z powodu choroby w 1939 roku zrezygnował z pracy w Stanford, następnie jednak związał się z Olympic Club.

### Dalsze życie
Pracował również jako sprawozdawca radiowy oraz dziennikarz, ale do śmierci nie zerwał więzi z pracą trenerską.
Zmarł w Palo Alto na zapalenie płuc.

## Wyróżnienia
Za swoje zasługi dla lekkoatletyki został przyjęty po raz drugi do Stanford Athletic Hall of Fame, a także do Hal Sław USA Track & Field i stowarzyszenia trenerów tej organizacji.
Wraz z pozostałymi amerykańskimi złotymi medalistami w rugby union został w 2012 roku przyjęty do IRB Hall of Fame.